# 空·之·音
《空·之·音》（日语：ソ・ラ・ノ・ヲ・ト）是A-1 Pictures制作的日本电视动画，動畫的力量的第1部作品，2010年1月至3月在東京电视台播放。漫畫於月刊Comic電擊大王2010年1月號連載。

## 剧情简介
年幼的空深彼方曾在废墟裡遇到过一个女性，这个女性手拿着一个小号为彼方吹奏了一曲《奇異恩典》（Amazing grace）。因此彼方对成为喇叭手有了兴趣，带着“进了军队就能吹小号”的错误想法，空深彼方加入了军队，并驻留在賽茲的第1121小隊。故事从她被卷入泼水节的骚动开始。故事時間是在不太遙遠的未來，過於漫長的戰事的痕跡污染了整個大地，於是，世界迎來了静静衰退的季節。假名、漢文等都是遠古象形文字，連人口也很少，科技也退化沒有再進步下去。

## 登場角色

### 第1121小隊
駐紮在赫爾維奇共和國界的邊境「賽茲（セーズ）」，由於鮮有人煙，隊上的人員編製也很少，僅有五人：二等兵二人、曹長、伍長、少尉各一名而已，隸屬於戰車科，因此配給有一台「舊時代」的主力戰車——建御雷神，但卻無法發動。不僅如此，連糧食、補給品配給也常常被中央遺漏，被分配到的任務也往往是形式上的，也被稱為裝飾小隊、包袱小隊等不好的名號。
空深彼方（声：金元壽子）
階級 - 二等兵
個性活潑樂觀的十五歲少女，由於憧憬著成為軍隊中的喇叭手，因而志願加入軍隊，被分配到了駐軍在「賽茲（セーズ）」的第1121小隊成為新人喇叭手。具有絕對音感的天賦，但吹出來的小喇叭聲音卻意外地難聽﹙不過在後期已經進步了很多﹚。雖然個性總是樂觀向前，但其實是抱著不要扯別人後腿的想法在勉強自己，也很怕自己一個人孤單寂寞。在12集開戰前吹響了「奇異恩典」，阻止雙方人馬決戰。夢想是追隨梨旺。
和宮梨旺（声：小林優）
階級 - 曹長（军士长）
第1121小隊喇叭手兼通信士。17歳。從階級僅次於少尉，委託隊的實際業務的情況拿出指示等。從童年時候在彼方上吹喇叭給他展現的伊莉婭公主那邊學來喇叭。母親生病的时候沉迷于邪教，导致死亡。因此梨旺很討厭宗教。不擅長說鬼怪故事，是伊莉婭公主同父異母的妹妹，在第10集時離開又在第12集宣布了停戰通知後回到了第1121小隊。夢想是到達世界的彼端。
墨埜谷暮羽（声：喜多村英梨）
階級 - 二等兵
個性不怎麼率直的少女，重視團隊紀律，希望1121小隊別總是如此懶散。14歳。也喜歡跟像姊姊般一樣的梨旺撒嬌，因此看到彼方被梨旺重視時就不太開心。也因為年紀是全隊最小（十四歲），因此總想在同樣是二等兵階的彼方面前樹立一點尊嚴。雖然用較差的口氣跟彼方說話，不過還是相當喜歡彼方，尤其彼方用「クレハちゃん」稱呼時，會顯得特別害羞。夢想是追隨母親（醫護兵）的腳步，努力鑽研醫術拯救更多人。
寒凪乃繪留（声：悠木碧）
階級 - 伍長（下士）
第1121小隊機械整備士兼操縦士。15歳，是個左撇子。小的时候是个天才少女，在外国的知名度也很高，别名“赫尔维奇的魔女”。無形的死神便是由她所造成，當事人也因為這件事，心靈頗受打擊。夢想是當一個可愛的新娘。
菲利希婭·海迪曼（声：遠藤綾）
階級 - 少尉
第1121小隊戰車長（小隊長），也是指揮官。18歳。經歷過前次戰爭，所屬部隊全滅，自己也在機緣下得知了舊時代毀滅的真相。希望彼方她們這一代不要再經歷戰爭。

### 其他角色
由美奈（声：福圓美里）
教會的修女。曾是一名孤兒，16歳。喜好具有獨特意義的衣服，愛吃茄子，能說流利的羅馬語。夢想是如果能還俗，能當個裁縫師，縫製更多輕飄飄的衣服。
克勞斯（声：石塚運昇）
階級 - 少佐
運送物資到部隊的士兵。被暮羽認錯為「沙漠之狼」其實只是個跟「沙漠之狼」有著一樣的名字和類似的身型而已。51歳。夢想是返回故鄉種植一大片田，然後大口吃自己種植的米飯。
直美（声：八十川真由野）
古董店的店主。42歳。與報時要塞的關係親密，幫忙建御雷神零件的尋找及私釀酒販賣的仲介。
伊莉婭公主（声：小野涼子）
大公的女儿，是梨旺同父异母的姐姐。两年前因为救助落水儿童而不幸遇难。
美汐（声：高橋まゆこ）
孤兒。7歳。
誠也（声：平田真菜）
戰爭孤兒。6歳。討厭軍隊。
卡爾（声：杉野博臣）
擁有全國五人被授予大師稱號的玻璃工匠。
瑪利亞（声：戶松遥）
在玻璃工廠工作的年輕的玻璃工匠。
（声：松岡大介）
小鎮上雜貨店的老闆，喜歡開玩笑，曾經把找零的2.75元說成是275萬元來逗彼方。
（聲：植田佳奈）
菲利希婭以前的上司，曾經和菲利希婭討論過為什麼作戰的問題，後来在戰鬥中死亡。
（声：悠木碧）
雌性的白臉角鴞，因受傷躲進了基地裡。
艾莎（声：宮原永海）
羅馬軍的女性軍官，任務不明，只有說明來看「天使」的化石。失足墜崖，被進行巡邏任務的暮羽和彼方發現，並救起，送入要塞接受治療及保護。祖母也是報時要塞的士兵，在戰爭時被俘，與其祖父相遇結婚。艾莎自幼就常聽到祖母所提起的故事。知道乃繪留的過去。
霍普金斯（声：内田直哉）
近衛第一師團第九獨立機動部隊指揮官。軍階為大佐。與乃繪留的過去有關。

## 用語
赫爾維奇共和國
彼方居住的國家，目前與鄰國達成休戰協議中，軍隊裝備近似二戰德軍。赫爾維奇(Helvetia)其實是瑞士的拉丁文名稱。
羅馬
赫爾維奇共和國的鄰國，最高領導者為羅馬皇帝，軍隊裝備近似二戰美軍。
賽茲
「水和琉璃之都」，琉璃業發達的都市，位於赫爾維奇共和國的西側邊境，再過去對面是無人地帶，1121小隊駐守於此。取景地點是西班牙的昆卡(cuenca)。
潑水節
賽茲特有的節日，居民會用染紅色顏料的水互相潑灑對方，象徵傳說中的炎之少女。也會舉行祭典，由抽出的炎之少女擔任祭司，今年籤表抽到的是曹長和宮梨旺。
炎之少女
賽茲版本--在很久以前，賽茲的深谷曾居住長了翅膀的惡魔，惡魔不但噴出火焰焚燒大地，還擄走少女關在地下的迷宮裡，居民痛苦不已。但迷宮裡的少女並未放棄，用天主授與的金角笛互相鳴奏，逃出迷宮並藉助巨大的蜘蛛之力打敗惡魔，成功斬下它的頭顱，但頭顱卻突然劇烈燃燒了起來，為了防止都市受到波及，少女們輪流抱著頭顱，而居民們對熊熊燃燒的少女們和頭顱潑了一整年的水火才熄滅——這些少女就是「炎之少女」。
動畫中的壁畫是古斯塔夫‧克林姆(Gustav Klimt,1862-1918)的貝多芬橫飾帶壁畫(Beethovenfries)》。
羅馬版本--很久以前，非常遙遠過去的事，為了給予世界懲罰，受神所使的天使，負傷後在西部邊際的城鎮休息。救下這位天使的是住在邊際城鎮的要塞的少女們。本應毀滅自己的天使，然而對其受傷身姿感到憐憫的少女們，借助巨大蜘蛛的力量，把天使藏到谷底下。少女們為了止住溢出的血，輪流懷抱天使之首，然後，天使為表感謝，給予少女金角笛。然而，不久村民們察覺到天使的存在，往谷底投火，少女們被火焰纏繞，天使被砍下頭顱，氣斷而亡。就在這時，天使的軍隊終於出現，覆蓋城鎮的天空，然而，這是怎麼回事呢？突然，響起高亮的空之音後，天使們便離開了。拯救人們生命的是最後的少女以自己的生命奏起的金角笛的聲音。）
建御雷神
1121小隊所配給的主力戰車，在國內僅剩下十台、「舊時代」底下火力強大的支撐臂步行式主戰坦克，但無法發動，動畫後期由寒凪乃繪留修理好,可以由六條支撐臂完成諸如越野快速移動和垂直攀爬等動作，具有超強的機動性，並且裝備反重力減輕自重模塊，從高處下墜落地時有逆噴射緩衝保護。裝備的武器有火炮一門，兩類導彈共二十枚，煙霧彈十枚，箔條干擾彈十枚，近衛重機槍子彈400發，裝備之強大足以同時對付數台量産型坦克。強悍的戰車裝甲足以抵禦量産型坦克零距離火炮射擊，而且爲了有效地保護乘員的安全，建御雷神的炮塔可以做出諸如稍微翹起的動作以緩衝炮彈撞擊造成的震動。就算是細長的支架也具有同樣強悍的裝甲，就算受到敵方的飽和攻擊，依然保持結構的完整，依然可以可靠地運作。之前的戰爭中，所投入的戰車為建御雷神的仿造量產版，其性能差異之大有如天壤之別。

## 電視動畫

### 製作人員
- 原作：Paradores
- 导演：神戶守
- 系列構成、編劇：吉野弘幸
- 人物原案：岸田梅爾
- 人物设计、总作画指導：赤井俊文
- 佈景设计：青木智由紀
- 道具设计：北田勝彦
- 机械设定：石垣純哉
- 色彩设计：中島和子
- 美术指導：甲斐政俊
- 摄影指導：尾崎隆晴
- 剪輯：瀨山武司
- 音響監督：清水勝則
- 原創音樂：大島滿
- 出品人：東不可止、越智武
- 監製：横山朱子、和田慎之介（東京電視台）
- 动画製片人：清水曉
- 動畫製作：A-1 Pictures
- 出品：第1121小隊（Aniplex、東京電視台）

### 主題曲
片头曲
作詞、作曲、編曲：梶浦由記，歌：Kalafina
片尾曲《Girls, Be Ambitious.》
作詞：磯谷佳江，作曲、編曲：日暮和廣，歌：戶松遥
插曲《Servante du feu》（第12話）
作曲、編曲：大島ミチル，作詞、歌：Matthieu Ladouce

### 每集列表
| 集數      | 標題                       | 劇本     | 分鏡              | 演出       | 作畫監督                   |
| --------- | -------------------------- | -------- | ----------------- | ---------- | -------------------------- |
| 1         | （空音回蕩・拂曉之街）     | 吉野弘幸 | 神戶守            | 神戶守     | 赤井俊文                   |
| 2         | （初次上陣・椅子之話）     | 吉野弘幸 | 神戶守            | 田中孝行   | 長谷川友香 中野良一        |
| 3         | （小隊一日・梨旺奔波）     | 吉野弘幸 | 福島利規          | 福島利規   | 上田峰子                   |
| 4         | （梅雨天空・玻璃彩虹）     | 吉野弘幸 | 神樂坂時市        | 田邊泰裕   | 愛敬由紀子 木村智          |
| 5         | （山間踏青・世界盡頭）     | 吉野弘幸 | 藤森一真          | 伊藤祐毅   | 川崎愛香                   |
| 6         | （彼方休假・梳髮）         | 吉野弘幸 | 池添隆博          | 三浦陽     | 中路景子                   |
| 7         | （聒耳蟬聲・精靈流）       | 吉野弘幸 | 松尾慎            | 松尾慎     | 河合拓也                   |
| 8         | （电话值守・宣布紧急事态） | 吉野弘幸 | 大久保富彦        | 大久保富彦 | 德田夢之介                 |
| 9         | （台风过境・虚虚实实）     | 吉野弘幸 | 青井小夜          | 青井小夜   | 野田康行                   |
| 10        | （启程・初雪之时）         | 吉野弘幸 | 鎌倉由實          | 藤本次朗   | 關口雅浩                   |
| 11        | （來訪者・燃燒的雪原）     | 吉野弘幸 | 平川哲生          | 平川哲生   | 河合拓也 毛利志乃舞 森光惠 |
| 12        | （響徹蒼穹）               | 吉野弘幸 | 神戶守            | 神戶守     | 赤井俊文                   |
| 7.5       | （飨宴・堡之战争）         | 吉野弘幸 | 渡邊哲哉 京極尚彦 | 渡邊哲哉   | 愛敬由紀子                 |
| 13 番外篇 | （空之音・梦的彼方）       | 吉野弘幸 | 神戶守            | 神戶守     | 赤井俊文                   |

### 播放電視台
| 放送范围   | 放送台           | 放送日期                | 放送时间                 | 系列                      | 其它                                           |
| ---------- | ---------------- | ----------------------- | ------------------------ | ------------------------- | ---------------------------------------------- |
| 关东广域圈 | 东京电视台       | 2010年1月4日 - 3月22日  | 周一 25点30分 - 26点00分 | 東京電視網                |                                                |
| 爱知县     | 爱知电视台       | 2010年1月6日 - 3月24日  | 周三 25点58分 - 26点28分 | 東京電視網                |                                                |
| 大阪府     | 大阪电视台       | 2010年1月8日 - 3月26日  | 周五 26点35分 - 27点05分 | 東京電視網                |                                                |
| 日本全域   | あにてれしあたー | 2010年1月12日 - 3月30日 | 周一 12點00分更新        | 网络播放 （東京電視台）   | 放送連動配信 最新話1週間免费 仅第1集在周二播放 |
| 日本全域   | AT-X             | 2010年1月12日 - 3月30日 | 周二 08點30分 - 09點00分 | CS放送 （東京電視台系列） | 有重播                                         |
| 滋賀县     | 琵琶湖放送       | 2010年4月5日 - 6月21日  | 周一 26點00分 - 26點30分 | 全國獨立UHF放送協議會     |                                                |

## 網路動畫
为空深彼方配音的金元壽子，挑戰在動畫中製作角色身影的內容。在動畫的官方網站播放。
標題：『ソラヲトTV♪』

### 出演
- 金元壽子

## 漫畫
動畫改编，由神馬耶樹作畫的漫画于2010年1月开始在《月刊Comic電擊大王》上進行连载。单行本全2卷。
| 集數 | ASCII Media Works | ASCII Media Works      |
| 集數 | 發售日期          | ISBN                   |
| ---- | ----------------- | ---------------------- |
| 1    | 2010年6月26日     | ISBN 978-4-04-868685-3 |
| 2    | 2011年7月27日     | ISBN 978-4-04-870629-2 |

## 遊戲
PSP遊戲軟體「空之音 少女的五重奏」
於2010年5月27日由COMPILE HEART發售。

## 外部連結
- 官方網站 （页面存档备份，存于） （日語）
- 官方網站 （页面存档备份，存于）（東京电视台）（日語）